# Helen Ernst
Helen Ernst (* 10. März 1904 in Athen, Griechenland; † 26. März 1948 in Schwerin) war eine deutsche bildende Künstlerin (Zeichnerin). Als Kommunistin war sie am Widerstand gegen den Nationalsozialismus beteiligt.

## Leben
Helen (eigentlich Helene Margarete Valeska) Ernst war das uneheliche Kind des kaiserlichen Konsulatssekretärs Otto Ernst und dessen Hausangestellten Bernhardine Ebermann. Der Vater adoptierte die Tochter, verstieß aber die Mutter aus Standesgründen. Das Kind wuchs fortan ohne sie auf.
Nach dem Schulbesuch in Zürich, Stuttgart und Berlin studierte sie von 1921 bis 1924 in Berlin an der Unterrichtsanstalt des Kunstgewerbemuseums. Sie schloss mit der Prüfung zur Zeichenlehrerin ab. Danach war sie bis 1931 Lehrerin für Modezeichnen an der Kunstgewerbe- und Handwerkerschule Berlin Ost. Daneben betrieb sie ab 1926 Studien und lehrte sie in den Fächern Modezeichnen und Kostümentwurf an der Lehrerinnenausbildungsanstalt Potsdam und der Reimann-Schule in den Fächern Modezeichnen und Kostümentwurf. In Berlin war sie als Zeichenlehrerin für Mode, Pressezeichnerin, Grafikerin sowie Kostüm- und Modeberaterin tätig. Mehrere ihrer Modezeichnungen aus dieser Zeit befinden sich in der Lipperheideschen Kostümbibliothek.
1928 bis 1930 wirkte sie freiberuflich in den Kostümwerkstätten der Reimann-Schule unter Erna Schmidt-Caroll mit. Durch die Weltwirtschaftskrise und die Bekanntschaft ihrer verarmten Mutter erwachte Helens politisches Interesse. 1931 wurde sie Mitglied der KPD und der Assoziation revolutionärer bildender Künstler. Sie engagierte sich bei der Roten Hilfe und zeichnete viel für die Parteizeitung Rote Fahne sowie für die Illustrierte Rote Post. Auf einer Reise in die Schweiz und nach Frankreich freundete sie sich mit dem Graphiker-Ehepaar Lea und Hans Grundig an.
Helen Ernst lebte zeitweise in der in Ronco bei Ascona vom kommunistischen Drucker und Verleger Fritz Jordi (1885–1938), Carl Meffert und Heinrich Vogeler gegründeten Künstlerkommune Fontana Martina und war ständige Mitarbeiterin der dort von Oktober 1931 bis November 1932 erschienenen gleichnamigen Zeitschrift. Für diese Zeitschrift schuf sie zahlreiche Linolschnitte.
An anderen Orten lernte sie Hans Baluschek, Joachim Ringelnatz und Ernst Jünger kennen. Ihr künstlerisches Vorbild wurde Käthe Kollwitz.
Nach der „Machtergreifung“ der Nationalsozialisten wurde Helen Ernst 1933 als Kommunistin verhaftet und im Berliner Frauengefängnis Barnimstraße in sogenannte Schutzhaft genommen. Ihr Besitz samt allen Zeichnungen, die als „entartet“ galten, wurde entweder beschlagnahmt oder zerstört. Im Juni 1933 wurde sie entlassen, nach der Beteiligung an einer Flugblattaktion denunziert, erneut inhaftiert und wenige Wochen später freigelassen. 1934 emigrierte sie in die Niederlande. Hier arbeitete sie als Mode- und politische Zeichnerin, Buchillustratorin und Lehrerin an der Nieuwe Kunstschool Amsterdam.
Sie engagierte sich weiterhin stark gegen das NS-Regime, unter anderem sogar durch heimliche Reisen nach Deutschland zu Widerstandskämpfern der Gruppe um Karl Otto Paetel. Zusammen mit Eva Raedt-de Canter schrieb sie 1935 das Buch Vrouwengevangenis über ihre Erlebnisse in deutschen Gefängnissen. Sie wurde Mitglied der Künstlergruppe De Onafhankelijken und beteiligte sich in Amsterdam an einer Protestausstellung gegen die Olympischen Spiele 1936 in Berlin.
1938 wurde Helen Ernst staatenlos. Die deutsche Staatsbürgerschaft wurde ihr wegen „Verstoß gegen die Belange des Deutschtums im Ausland“ aberkannt. Nach der Besetzung der Niederlande 1940 wurde sie verhaftet und nach Deutschland deportiert. Sie war von 1941 bis 1944 im Konzentrationslager Ravensbrück und 1944/1945 im Außenlager Barth, ehe sie am 1. Mai 1945 von Truppen der Roten Armee befreit wurde. In etlichen unter Lebensgefahr entstandenen Bleistiftzeichnungen hat sie die Jahre im Lager für die Nachwelt festgehalten.
Sie ging in die Sowjetische Besatzungszone nach Schwerin und arbeitete dort beim Landesausschuss für die Opfer des Faschismus (OdF), dessen Leiter Paul Beckmann sie 1946 heiratete, und trat der SED bei.
Ehemalige Lagermithäftlinge bezichtigten Helen Ernst der Spitzeltätigkeit im Konzentrationslager, worauf ihr der OdF-Status samt Rente aberkannt wurde. Erst zwei Jahre später, kurz vor ihrem Tod, wurde sie von dem Vorwurf freigesprochen.
Helen Ernst starb an Tuberkulose als Spätfolge ihrer jahrelangen Lagerhaft. Sie wurde auf eigenen Wunsch in Groß Zicker auf der Insel Rügen beigesetzt. 2007 wurde eine kleine Straße in der Nähe des Berliner Ostbahnhofs nach ihr benannt.

## Darstellung Helen Ernsts in der bildenden Kunst
- Hans Grundig: Bildnis Helen Ernst (Öl auf Leinwand, 101 × 70 cm, 1934/1935; Staatliche Galerie Moritzburg, Halle)[5]

## Werke (Auswahl)

### Zeichnungen (Auswahl)
- Richard Peter sen. (Zeichnung, 1933)[6]

### Buchillustrationen (Auswahl)
- Wladimir Galaktionowitsch Korolenko: In slecht gezelschap. Wereldbibliotheek, Amsterdam, 1937
- Iwan Gontscharow: Oblomow. Wereldbibliotheek, Amsterdam, 1938
- Tami Oelfken: Peter kann zaubern. Union Deutsche Verlagsgesellschaft, Stuttgart, Berlin, Leipzig, 1932 (?)
- Michael Lermontow: Een held van onzen tijd. Wereldbibliotheek, Amsterdam, 1939

## Ausstellungen (unvollständig)

### Einzelausstellungen
- 1934 Berlin, Galerie Gurlitt (u. a. mit Hans Orlowski)

### Postume Ausstellung in der DDR
- 1958: Berlin, Pavillon der Kunst („Revolutionäre Kunst in Aktion“)
- 1964: Berlin, Alte Nationalgalerie („Anklage und Aufruf. Deutsche Kunst zwischen den Kriegen“)
- 1969: Berlin, Neue Berliner Galerie im Marstall („Karikatur als Waffe. Karikaturen-Ausstellung zum 20. Jahrestag der DDR“)
- 1978/79: Berlin, Altes Museum („Revolution und Realismus. Revolutionäre Kunst in Deutschland 1917 bis 1933“)
- 1986: Leipzig, Museum der Bildenden Künste („Worin unsere Stärke besteht. Kampfaktionen der Arbeiterklasse im Spiegel der bildenden Kunst.“)
- 1988: Berlin, Museum für Deutsche Geschichte („Künstler im Klassenkampf“)